# Bernoulli Society for Mathematical Statistics and Probability
Die Bernoulli Society for Mathematical Statistics and Probability oder kurz Bernoulli Society (BS) ist eine 1975 gegründete Unterorganisation des International Statistical Institute (ISI). Ihr Ziel ist die Förderung der stochastischen Wissenschaft und mathematischen Statistik sowie ihrer Anwendungen. Sie wurde auf Vorschlag von Jerzy Neyman nach der Familie Bernoulli benannt.
Die Gesellschaft hat weltweit etwa 1000 Mitglieder in mehr als 60 Ländern. Aktueller Präsident (2021–23) der Gesellschaft ist Adam Jakubowski. Die Gesellschaft gibt wissenschaftliche Journale heraus, veranstaltet Kongresse und vergibt mehrere Preise für Arbeiten zu Stochastik und Statistik.

## Geschichte
1958 wurde auf der 31. Generalversammlung des ISI ein Committee for Statistics in the Physical Sciences gebildet, aus dem 1961 die International Association for Statistics in the Physical Sciences (IASPS) hervorging. Da diese sich in den 1970ern immer wieder auch mit nichtphysikalischen Themen beschäftigte, wurde vorgeschlagen, ihre Statuten so zu ändern, dass sie zu dem breiteren Themenspektrum passen würden. Daraus entstand 1975 die Bernoulli Society, wobei auch das europäische Regionalkomitee des Institute of Mathematical Statistics (IMS) und das wenige Jahre zuvor gegründete Committee for Conferences on Stochastic Processes beteiligt waren.
Präsidenten der IASPS waren Tosio Kitagawa, Maurice Bartlett, Andrei Kolmogorow, Jerzy Neyman, Leopold Schmetterer und David G. Kendall. Präsidenten der BS waren unter anderen David G. Kendall, David Blackwell, Klaus Krickeberg, David Cox, Elizabeth Scott, Chris Heyde, Willem van Zwet, Albert Nikolajewitsch Schirjajew, Ole Barndorff-Nielsen, Peter Gavin Hall, Donald A. Dawson, Jean Jacod, Sara van de Geer und Claudia Klüppelberg (BS). Im Exekutivkomitee der BS waren auch Volker Mammitzsch und Ursula Gather.

## Publikationen
Die Bernoulli Society betreut zwei wissenschaftliche Zeitschriften, das Bernoulli Journal und die im Verlag Elsevier erscheinende Zeitschrift Stochastic Processes and Their Applications (SPA). Zweimal im Jahr erscheinen die Bernoulli News, in denen über Aktivitäten der Gesellschaft informiert wird. Gemeinsam mit dem IMS werden mehrere Online-Publikationen herausgegeben, Electronic Communications in Probability, Electronic Journal of Probability, Electronic Journal of Statistics, Probability Surveys und Statistics Surveys, wobei an der Herausgeberschaft des letzteren auch die American Statistical Association und die Statistical Society of Canada beteiligt sind.